# Chemwiki
ChemWiki er en onlinebaseret lærebog i kemi udviklet af Delmar Larsen ved University of California Davis. ChemWiki er udgivet som en Open Source lærebog og dermed et alternativ til almindelige lærebøger. ChemWiki er omfattende med over 4.500 sider i alle grene af kemi og skrives af både studerende og undervisere. Siden projektets begyndelse 1. november 2008, og per 1. marts 2011 var der over 2 milloner sidevisninger. Antallet af besøg er stigende, og projektet har nu gennemsnitligt 175.000 månedlige besøg. 

## Målsætning
Ideen med ChemWiki er at udvikle dynamiske lærebøger, som er gratis og vidt tilgængelige. Dette gøres ved at udvikle en stor mængde enkeltsider (moduler) via wikimetoden, som hver især omhandler afgrænsede emner inden for kemi. Ved at sammensætte disse sider til en "wikitekst" kan undervisere lave deres egne skræddersyede lærebøger, som er tilpasset det pågældende kursus og egne pædagogiske præferencer. 
Der er opstillet tre hovedformål for ChemWiki:
1. At sørge for at studerende i vid udstrækning har adgang til metoder og materialer, der er præcise og af høj kvalitet. Derfor er det vigtigt at ChemWiki forbliver en gratis ressource, så alle har adgang og at man kvalitetssikrer indholdet og øger bredden af indholdet.
2. At ChemWiki tjener til at udgive samt at tale for og forbedre transformative pædagogiske indsatser i kemi.
3. At ChemWiki vil fungere som et bæredygtigt dynamisk lager for såvel kemi-relateret indhold som for pædagogikker.

## Udvikling og kvalitetssikring
Udviklingen af ChemWiki sker via wikimetoden på samme måde som Wikipedia. Alle kan skrive og redigere indholdet i begyndelsen, men for at gøre modulerne brugbare som undervisningsmateriale har ChemWiki en kvalitetssikring, som låser indholdet efter det er blevet revideret af en ekspert. Det er dels nødvendigt for at sikre, at materialet er af tilstrækkelig høj kvalitet, dels at undgå at modulet ændres midt i et undervisningsforløb. Til dette formål er der tilknyttet en gruppe fakultetsansatte, der kan give en ekspertbedømmelse af indholdet.
En stor del af modulerne er udviklet af universitetsstuderende som en opgave i forbindelse med et kursus. Derudover er flere eksisterende sider fusioneret med ChemWiki, blandt andet thechemblogs projekt "The Chem Wiki", Charles Ophardts "Virtual ChemBook", Stephen Lowers "Chem1 Virtual Textbook", William Reuschs "Virtual Textbook of Organic Chemistry" og Tim Soderbergs "Organic Chemistry With a Biological Emphasis".
Da det hovedsageligt er studerende, der skriver indholdet især på de lavere niveauer, og det også er studerende på samme niveau, der anvender dette indhold, kan man risikere, at fejl eller plagiering i første omgang ikke bliver opdaget. ChemWiki har derfor valgt at anvende farvekoder, der angiver, hvor "sikker" informationen er: Rød angiver, at det er skrevet af en ikke-ekspert, og at man ikke kan være sikker på, at det er pålideligt. Derefter kommer gul, grøn, blå og grå, hvoraf de to sidstnævnte farver indikerer, at materialet er revideret og godkendt af eksperter. Disse ekspertindlæg vil være låste, så det kun er de udnævnte eksperter, der har mulighed for at redigere i indlægget, og det derved bevarer sin pålidelighed.
Ethvert ChemWiki modul, der er blevet låst af eksperterne, og som efterfølgende får problemer med døde links, vil blive meldt til et ekspertpanel, der efterfølgende vil korrigere fejlen. 
Hvert modul indeholder metadata, der angiver, hvilke forudsætninger man skal have for at forstå netop dette modul. Det kan ske ved at anbefale, at man læser en given tekst på forhånd eller sætter sig ind i et bestemt emne.